# Anton Zwengauer
Ne pas confondre avec son fils, Anton Georg Zwengauer (en) (1850-1928).

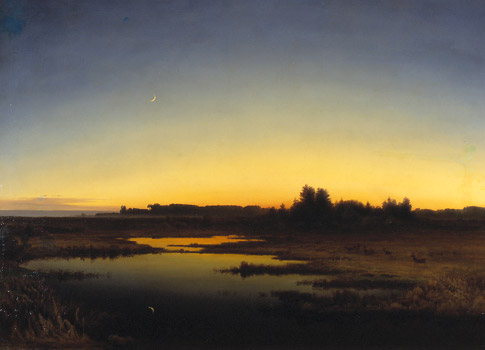
Anton Zwengauer: Sonnenuntergang ("Sunset")

Anton Zwengauer, né le 11 octobre 1810 à Munich, et mort le 13 juin 1884 dans la même ville, est un peintre allemand de la période Biedermeier.

## Biographie
Anton Zwengauer naît le 11 octobre 1810 à Munich. Il étudie à l'Académie des beaux-arts de Munich[réf. souhaitée], sous la direction, entre autres de Peter von Cornelius. Zwengauer est attiré par la peinture de paysage, dans laquelle il n'y avait pas de formation formelle à l'Académie, et à l'âge de 17 ans, il a donc commencé à voyager à travers les Alpes Bavaroises et Autrichiennes, revenant de chaque voyage avec de grandes quantités d'esquisses et d'aquarelles. Sa percée artistique est venue avec sa peinture Sonnenuntergang im Dachauer Moos ("Coucher de soleil dans la Dachauer Moos"), qui est immédiatement devenue célèbre et très discutée dans le monde de l'art munichois. Ses couchers de soleil sont devenus si connus que tous les tableaux avec couchers de soleil ont été appelés, à moitié avec admiration et à moitié avec ironie "Zwengauers".
En 1853, Maximilien II, roi de Bavière, le nomme conservateur de la galerie de tableaux du château de Schleissheim et, en 1869, le promeut au même poste dans la galerie de tableaux royale, la future Alte Pinakothek.
Dans le choix de ses motifs, Zwengauer s'est toujours efforcé de représenter la force et la paix inhérentes aux paysages naturels dans une atmosphère presque solennelle. Il peignait souvent des couchers de soleil, dans lesquels il visait à obtenir des effets impressionnants de lumière et de couleur par des moyens simples.
Mort le 13 juin 1884 dans sa ville natale, il est inhumé dans l'Alter Südfriedhof. Une rue de Solln au sud de Munich - Zwengauerweg - porte son nom.
Le paysagiste Anton Georg Zwengauer était son fils, le lieutenant-général bavarois Karl Zwengauer son petit-fils.

## Œuvres choisies
- Nachtmahl auf dem Berg ("le Souper sur la Montagne"), (1841)
- Herbstabend mit Hirsch am Wasser ("Soir d'Automne avec des Cerfs par l'Eau"): Neue Pinakothek, Munich
- Benediktenwand im Abendlicht ("Benediktenwand dans la Lumière du Soir"): Pinakothek, Munich
- Die vier Tageszeiten ("Les Quatre Moments de la Journée")
- Hirsche am see nach Sonnenuntergang ("Cerf par un Lac après le Coucher du soleil") - Museum der bildenden Künste de Leipzig